# Мартенситное превращение
Мартенситное превращение — полиморфное превращение, при котором изменение взаимного расположения составляющих кристалл атомов (или молекул) происходит путём их упорядоченного перемещения, причем относительные смещения соседних атомов малы по сравнению с междуатомным расстоянием. Перестройка кристаллической решётки в микрообластях обычно сводится к деформации её ячейки, и конечная фаза мартенситного превращения может рассматриваться как однородно деформированная исходная фаза. Величина деформации мала (порядка 1—10 %) и соответственно мал, по сравнению с энергией связи в кристалле, энергетический барьер, препятствующий однородному переходу исходной фазы в конечную. Необходимое условие мартенситного превращения, которое развивается путём образования и роста областей более стабильной фазы в метастабильной, — сохранение упорядоченного контакта между фазами. Упорядоченное строение межфазных границ при малости барьера для однородного фазового перехода обеспечивает их малую энергию и высокую подвижность. Как следствие, избыточная энергия, необходимая для зарождения кристаллов новой фазы (мартенситных кристаллов), мала и при некотором отклонении от равновесия фаз становится сопоставимой с энергией дефектов, присутствующих в исходной фазе. Поэтому зарождение мартенситных кристаллов происходит с большой скоростью и может не требовать тепловых флуктуаций. Вследствие воздействия образовавшейся фазы на исходную фазу энергетический барьер для перемещения границы фаз существенно меньше, чем для однородного перехода; при небольших отклонениях от равновесия он исчезает — кристалл растет со скоростью порядка звуковой и без тепловой активации (превращение возможно при температурах, близких к абсолютному нулю).
Мартенситные превращения обнаружены во многих кристаллических материалах: чистых металлах, многочисленных сплавах, ионных, ковалентных и молекулярных кристаллах. Наиболее полно изучены мартенситные превращения в сплавах на основе железа, в частности в связи с закалкой стали. Большие перспективы практического применения имеют возможность большого обратимого формоизменения при мартенситных превращениях (например, создание «сверхупругих» сплавов и изделий, восстанавливающих первоначальную форму при нагреве после пластической деформации — «эффект памяти»), а также связь мартенситных превращений с появлением сверхпроводящих свойств в некоторых металлах. Мартенситные превращения (часто в сочетании с диффузионным перераспределением компонентов и изменением атомного порядка) составляют основу многочисленных структурных превращений, благодаря которым с помощью термической и механической обработки осуществляется направленное изменение свойств кристаллических материалов. Значительный вклад в изучение мартенситных превращений внесли работы советских учёных (Г. В. Курдюмов и его школа).